# 陽江十八子集團
陽江十八子集團有限公司，簡稱陽江十八子集團，以及陽江十八子（英語：Yangjiang Shibazi Group Limited），在1983年由李良辉先生創立一家多元刀具公司。
業務除了經營煉鋼外，還包括餐飲、貿易、物流、零售、工業製造等行業，而總部位於中國广东省阳江市阳东县那霍工业区1号。該公司品牌為「十八刀子」等多元化刀具。

## 外部連結
- Shibazi.com